# Suzanna Son
Suzanna Son, född 31 oktober 1995 i Hamilton, Montana, är en amerikansk skådespelare.
Son har bland annat medverkat i TV-serien The Idol från 2023. Hon har även medverkat i filmerna Secret Escort från 2019 och Red Rocket från 2021.

## Filmografi (i urval)
- 2019: Secret Escort
- 2021: Red Rocket
- 2023: The Idol
- 2025 – Fear Street: Prom Queen